# Mauzac-et-Grand-Castang
Mauzac-et-Grand-Castang är en kommun i departementet Dordogne i regionen Nouvelle-Aquitaine i sydvästra Frankrike. Kommunen ligger i kantonen Lalinde som tillhör arrondissementet Bergerac. År 2022 hade Mauzac-et-Grand-Castang 876 invånare.

## Befolkningsutveckling
Antalet invånare i kommunen Mauzac-et-Grand-Castang
Referens:INSEE